# جان ميشال خواكيم
جان ميشال خواكيم (بالفرنسية: Jean-Michel Joachim)‏ هو لاعب كرة قدم فرنسي في مركز الهجوم، ولد في 3 مايو 1992 في ليز أوليس في فرنسا. لعب مع نادي كيدرمينستر هاريرز لكرة القدم.

## وصلات خارجية
- جان ميشال خواكيم على موقع قاعدة بيانات كرة القدم.إي يو (الإنجليزية)
- جان ميشال خواكيم على موقع Soccerway.com (الإنجليزية)
- جان ميشال خواكيم على موقع AS.com (الإسبانية)